# تانتو کاردینال
تانتو کاردینال (انگلیسی: Tantoo Cardinal؛ زادهٔ ۲۰ ژوئیهٔ ۱۹۵۰) بازیگر کانادایی است. وی از سال ۱۹۷۵ میلادی تاکنون مشغول فعالیت بوده است. او که از تبار مردمان کری و متی است، در سال ۲۰۰۹ به دلیل «مشارکت‌هایش در رشد و توسعه هنرهای نمایشی بومیان کانادا، به عنوان بازیگر سینما و تئاتر، و به عنوان یکی از اعضای بنیانگذار گروه تئاتر بومیان ساسکاچوان» «نشان کانادا» دریافت کرد.
از فیلم‌ها و مجموعه‌های تلویزیونی‌ای که وی در آن نقش داشته‌است، می‌توان به پزشک دهکده، شمال ۶۰، افسانه‌های خزان، جوخه سرد، سو سیتی، بی‌خدا، رقصنده با گرگ‌ها، جایی که رودخانه‌ها و رودخانه ویند اشاره کرد.

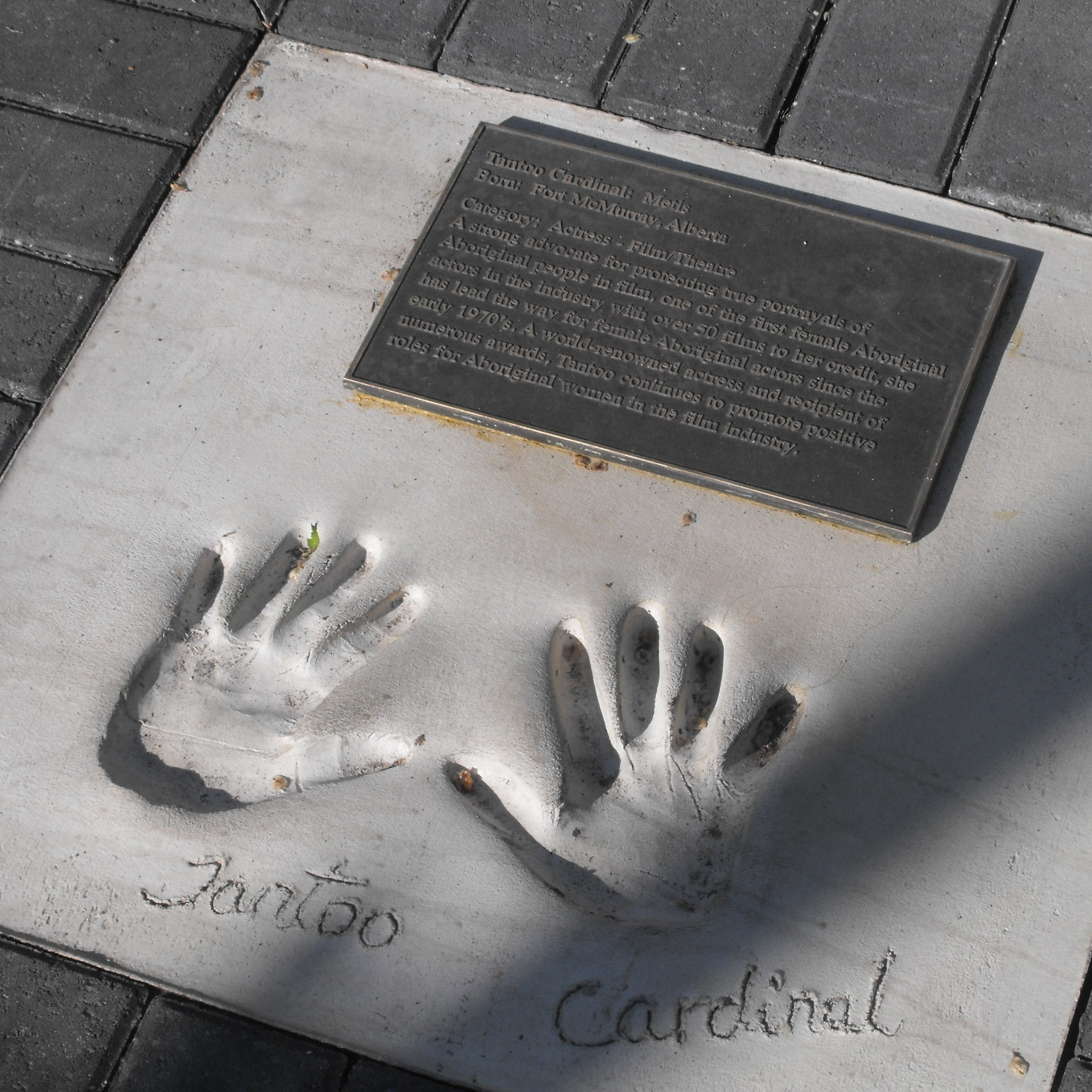
جای دستان تانتو کاردینال در «تالار مشاهیر بومیان کانادا در ادمونتون»